# Municipio de Mifflin (condado de Ashland)
El municipio de Mifflin (en inglés: Mifflin Township) es un municipio ubicado en el condado de Ashland en el estado estadounidense de Ohio. En el año 2010 tenía una población de 1126 habitantes y una densidad poblacional de 31,92 personas por km².

## Geografía
El municipio de Mifflin se encuentra ubicado en las coordenadas 40°46′26″N 82°21′43″O / 40.77389, -82.36194. Según la Oficina del Censo de los Estados Unidos, el municipio tiene una superficie total de 35.27 km², de la cual 31,97 km² corresponden a tierra firme y (9,38 %) 3,31 km² es agua.

## Demografía
Según el censo de 2010, había 1126 personas residiendo en el municipio de Mifflin. La densidad de población era de 31,92 hab./km². De los 1126 habitantes, el municipio de Mifflin estaba compuesto por el 98,22 % blancos, el 0,36 % eran afroamericanos, el 0,27 % eran amerindios, el 0,09 % eran asiáticos, el 0,44 % eran de otras razas y el 0,62 % eran de una mezcla de razas. Del total de la población el 0,62 % eran hispanos o latinos de cualquier raza.